# Angerville-l'Orcher
Angerville-l'Orcher è un comune francese di 1 466 abitanti situato nel dipartimento della Senna Marittima nella regione della Normandia.

## Società

### Evoluzione demografica
Abitanti censiti